# Il ragazzo sul delfino
Il ragazzo sul delfino (Boy on a Dolphin) è un film del 1957 diretto da Jean Negulesco tratto da un romanzo di David Divine.

## Trama
Fedra è una pescatrice di spugne dell'isola di Idra, in Grecia. Un giorno, durante un'immersione nel mar Egeo, trova un antichissimo vascello che ha come polena una statua di bronzo raffigurante un ragazzo che cavalca un delfino; dopo aver scoperto che trattasi di un'opera di inestimabile valore, decide di dirigersi verso Atene per vendere il reperto. Nel museo dell'Acropoli incontra Jim Calder, un archeologo statunitense dipendente del governo greco, che si preoccupa di sistemare il prezioso cimelio. Il ricco trafficante di opere d'arte Parmalee tenta di trafugare in anticipo la statua promettendo a Fedra grosse ricompense.

## Produzione
Girato nello stesso anno di Orgoglio e passione è il secondo film americano di Sofia Loren, che - oltre a recitare in inglese - canta in greco moderno la canzone What Is This Thing Called Love (Tι΄ναι αυτό που το λένε αγάπη, scritta da Tony Maroudas) in un duetto con lo stesso autore in un locale sulla spiaggia. Nelle scene acquatiche invece l'attrice aveva una controfigura, Scilla Gabel. A causa della disparità di altezza tra i due protagonisti, l'attore americano Alan Ladd fu costretto a recitare su di una scatola. Mentre gli interni sono stati girati a Cinecittà, gli esterni sono stati realizzati nei luoghi della storia nelle isole della Grecia.
Carlo Lastricati lavorò in qualità di aiuto regista.

### Luoghi delle riprese
Gli esterni furono girati tutti in Grecia, tra cui nell'isola di Idra, ad Atene e presso un monastero di Meteora; gli interni furono girati negli stabilimenti di Cinecittà, a Roma.

## Accoglienza

### Critica
(Leo Pestelli, La Stampa, 21 aprile 1957)